# Semiothisa infusata
Semiothisa infusata là một loài bướm đêm trong họ Geometridae.